# William W. Paine
William Wiseham Paine (* 10. Oktober 1817 in Richmond, Virginia; † 5. August 1882 in Savannah, Georgia) war ein US-amerikanischer Politiker. In den Jahren 1870 und 1871 vertrat er den Bundesstaat Georgia im US-Repräsentantenhaus.

## Werdegang
Im Jahr 1827 kam William Paine mit seinen Eltern nach Milledgeville im Baldwin County in Georgia. Er besuchte die Schule in Mount Zion und nahm im Jahr 1836 am Seminolenkrieg teil. Nach einem anschließenden Jurastudium in Washington (Georgia) und seiner im Jahr 1838 erfolgten Zulassung als Rechtsanwalt begann er in seinem neuen Beruf zu arbeiten. Im Jahr 1840 verlegte er seinen Wohnsitz und seine Anwaltskanzlei nach Telfair. Damals begann er als Mitglied der Demokratischen Partei auch eine politische Laufbahn.
Im Jahr 1850 war Paine Delegierter auf einer Versammlung zur Überarbeitung der Staatsverfassung von Georgia. Danach fungierte er in den Jahren 1851 und 1852 als Privatsekretär von Gouverneur Howell Cobb. Zwischen 1857 und 1860 saß er im Senat von Georgia. Während des Bürgerkrieges wurde er Hauptmann im Heer der Konföderation. Dabei gehörte er einem Regiment mit Soldaten aus Georgia an. Nach Kriegsende zog er nach Savannah, wo er wieder als Rechtsanwalt praktizierte.
Nachdem der im Jahr 1868 in den Kongress gewählte Republikaner Joseph W. Clift im US-Repräsentantenhaus nicht zugelassen worden war, wurde Paine bei der notwendig gewordenen Nachwahl im ersten Wahlbezirk von Georgia zu dessen Nachfolger gewählt, woraufhin er sein Mandat in Washington, D.C. am 22. Dezember 1870 antrat. Dort konnte er bis zum 3. März 1871 aber nur die laufende Legislaturperiode beenden. Zwischen 1877 und 1879 war Paine Abgeordneter im Repräsentantenhaus von Georgia. Außerdem war er Kurator der Georgia Historical Society. William Paine starb am 5. August 1882 in Savannah.